# 威廉·埃勒里

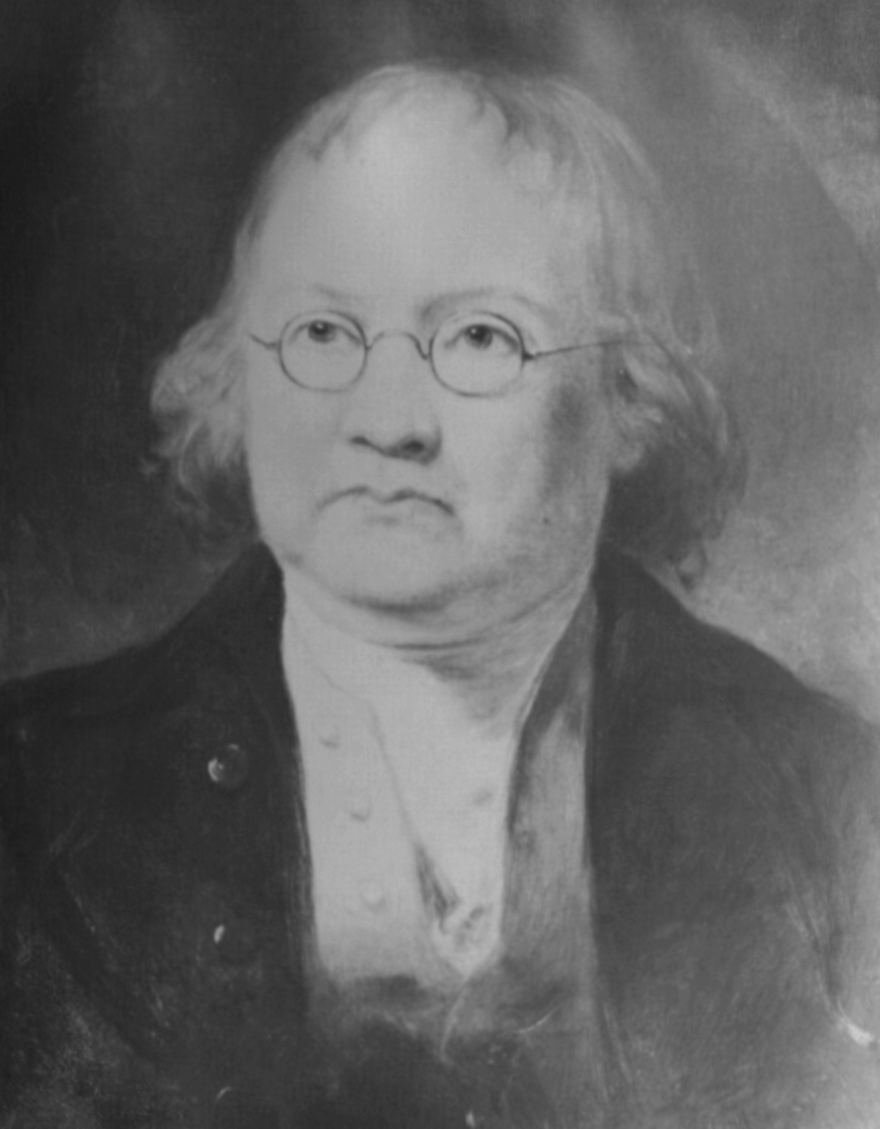
威廉·埃勒里

威廉·埃勒里（William Ellery  1727年12月22日—1820年2月15日）美国商人、税吏，《独立宣言》签署人之一，罗得岛州代表，1764年曾参与起草布朗大学的特许状，主张废除奴隶制，加入自由之子。